# Cumpărătura (sit SCI)
Cumpărătura este o arie protejată (sit de importanță comunitară — SCI) din România, desemnată în scopul protejării biodiversității și menținerii într-o stare de conservare favorabilă a florei spontane și faunei sălbatice, precum și a habitatelor naturale de interes comunitar aflate în arealul zonei de protecție. Aceasta este întinsă pe o suprafață de 395,8 ha, integral pe uscat.

## Localizare
Centrul sitului Cumpărătura este situat la coordonatele 47°34′12″N 26°17′34″E / 47.570086°N 26.292667°E. Situl se întinde pe teritoriul administrativ al comunei Bosanci din județul Suceava.

## Înființare
Situl Cumpărătura a fost declarat sit de importanță comunitară  (ROSCI0371) în ianuarie 2018 pentru a proteja dihorul de stepă (Mustela eversmanii), un mamifer aflat pe lista roșie a IUCN.